# كالفين بيكر
كالفين بيكر (بالإنجليزية: Calvin Baker)‏ (1972، شيكاغو في الولايات المتحدة)؛ روائي أمريكي.